# Championnats d'Europe de beach tennis 2013
 (mars 2024).
Si vous disposez d'ouvrages ou d'articles de référence ou si vous connaissez des sites web de qualité traitant du thème abordé ici, merci de compléter l'article en donnant les références utiles à sa vérifiabilité et en les liant à la section « Notes et références ».
Navigation
Édition précédente Édition suivante
Les championnats d'Europe de beach tennis 2013, sixième édition des championnats d'Europe de beach tennis, ont eu lieu du 9 au 11 août 2013 à Brighton, au Royaume-Uni. Le double masculin a été remporté par les Italiens Alessandro Calbucci et Marco Garavini, le double féminin par les Italiennes Flamina Daina et Michaela Zanaboni et le double mixte par les Italiens Marco Garavini et Flamina Daina.